# 和顺银杏蟹
和顺银杏蟹（学名：Actaea modesta）为扇蟹科银杏蟹属的动物。分布于安汶岛、澳大利亚、托里斯海峡、暹罗湾以及中国大陆的海南岛等地，常见于海水。